# Сью Таунсенд
Сью Таунсенд (англ. Susan Lillian "Sue" Townsend; 2 квітня 1946, Лестер — 10 квітня 2014, там само) — британська письменниця, драматург, сценаристка, відома завдяки низці творів про Адріана Моула.

## Біографія
Сью Таунсенд народилася 2 квітня, 1946 року в Лестері, Англія. Батько Сью був поштарем, а мати — кондуктором. У родині було п'ять доньок, Сьюзен із них — найстарша. Навчалася дівчина у початковій школі Ґлен Гілз (Glen Hills Infants and Juniors School), де секретаркою була місіс Клерікоутс, ім'ям якої Таунсенд назвала секретарку у книгах про Адріана Моула. Школу залишила в п'ятнадцятирічному віці після того, як не змогла здати фінальний іспит.
Сью Таунсенд перепробувала різні професії, в тому числі двірника і поштаря, але мріяла бути письменницею. У вісімнадцять років одружилася. У першому шлюбі Сью народила трьох дітей. Через бідність і побутові проблеми їй майже не вдавалося писати. Проте вона захоплювалась читанням, вивчала історію літератури, пізнаваючи різні стилі. Під час цього шлюбу написала кілька п'єс для театру «Фенікс» (Phoenix Arts Centre). Після розлучення Сью залишилась сама з дітьми. Невдовзі Сью познайомилась з Коліном Бродвеєм (англ. Colin Broadway) — інструктором з греблі. Невдовзі вона і сама стала інструктором з греблі на каное. Колін став батьком її четвертої дитини, доньки Ліззі. Саме Коліну Сью розповіла свої мрії про літературну діяльність.
В 1978 році Таунсенд нарешті починає літературну діяльність. За свою першу п'єсу «Пузоранг» (Womberang) у 1981 році Сью Таунсенд отримала премію лондонської телекомпанії «Темз Телевіжн» (англ. Thames Television). А ще через десять років її оголосили классиком англійської літератури. Крім свого найвідомішого циклу романів «Щоденники Адріана Моула» написала ще кілька п'єс, романи «Ми з королевою», «Ковентрі відроджується», «Діти-примари».
У 1999 році лікарі діагностували у письменниці цукровий діабет, через який у неї погіршився зір. В 2001 році Таунсенд повністю осліпла, однак продовжувала писати. Сама письменниця вважає своїм найбільшим досягненням те, що «її власні діти насолоджуються її товариством і читають книги».
Сью Таунсенд померла в своєму будинку 10 квітня 2014 року після інсульту.

### Щоденники Адріана Моула
- 1982: The Secret Diary of Adrian Mole, Aged 13 3/4 — Таємний щоденник Адріана Моула у віці 13 і 3/4 років, 1/1/1981 — 3/4/1982
- 1984: The Growing Pains of Adrian Mole — Страждання Адріана Моула, 4/4/1982 — 2/6/1983
- 1989: The True Confessions of Adrian Albert Mole — Зізнання Адріана Моула, 24/12/1984 — 16/7/1989
- 1991: Adrian Mole, From Minor to Major — антологія перших трьох книг, до якої додано, як подарунок, спеціально написано книгу Adrian Mole and the Small Amphibians — Адріан Моул и дрібні земноводні, 17/7/1989 — 1/1/1991
- 1993: Adrian Mole, The Wilderness Years — Адріан Моул: Дикі роки, 1/1/1991 — 15/4/1992
- 1999: Adrian Mole, The Cappuccino Years — Роки капучіно, 30/4/1997 — 2/5/1998
- 1999—2001: The Lost Diaries of Adrian Mole — Загублені щоденники Адріана Моула, 26/11/1999 — 24/11/2001 (видані 15 листопада 2008 року видавництвом Penguin)
- 2004: Adrian Mole and the Weapons of Mass Destruction — Адріан Моул і зброя масового знищення, 5/10/2002 — 22/7/2004
- 2009: Adrian Mole: The Prostrate Years. — Адріан Моул: Роки прострації.

### П'єси
- Womberang;
- Dayroom;
- The Ghost of Daniel Lambert;
- Bazaar and Rummage;
- Groping for Words;
- The Great Celestial Cow;
- The Secret Diary of Adrian Mole: The Play;
- Ten Tiny Fingers, Nine Tiny Toes;
- Captain Christmas and the Evil Adults;
- Are You Sitting Comfortably?

### Інші прозові твори
- The Secret Diary of Adrian Mole Songbook (with Ken Howard and Alan Blaikley);
- Mr Bevan's Dream (Essay);
- Rebuilding Coventry;
- The Queen and I;
- Ghost Children;
- Номер 10;
- Queen Camilla;
- Публічні зізнання жінки середнього віку.

## Переклади українською
- Таунсенд Сью. Таємний щоденник Адріана Моула: роман / пер. з англ. Анатолія Сагана. — Л. : Видавництво Старого Лева, 2013. — 240 с.